# Slokovec
Slokovec falu Horvátországban, Varasd megyében. Közigazgatásilag Ludbreghez tartozik.

## Fekvése
Ludbregtől 3 km-re északkeletre a Drávamenti-síkságon fekszik.

## Története
A települést 1464-ben már "Slokovec" néven említik a ludbregi uradalom részeként. 1468-ban az uradalommal együtt a Thuróczy család birtoka lett, majd 1695-től a Batthyányaké, akik egészen a 20. századig voltak a földesurai. 
1857-ben 225, 1910-ben 403 lakosa volt. 1920-ig Varasd vármegye Ludbregi járásához tartozott. 2001-ben 81 háza és 295 lakosa volt.

## Nevezetességei
Szent Flórián tiszteletére szentelt kápolnája a 19. században épült.

## Külső hivatkozások
- Ludbreg város hivatalos oldala
- Horvát történelmi portál – Ludbreg a késő középkorban Archiválva 2011. július 14-i dátummal a Wayback Machine-ben